# Fornicators
Fornicators är ett svenskt punkband från Uppsala som startades 2001 av Tim Hysén och Jan Edin.
Bandet har turnerat i Europa, då mestadels i England. 2016 skrev de kontrakt med det amerikanska skivbolaget Mystic Records, som har haft artister som nofx och Bad Religion i sitt stall.
Sommaren 2017 gjorde bandet sin första USA-turné, med avslutning på Punkrock Bowling-festivalen i Las Vegas.
I november 2017 släppte bandet sitt fjärde studioalbum ”With the right to bear limbs”
November 2019 avslutade dom sitt samarbete med Mystic Records och valde att släppa sina kommande skivor själva.
December 2022 uppgavs att deras femte studio album är färdigt men datum för släpp är okänt.
I januari 2023 släppte bandet det självbetitlade albumet Fornicators digitalt på svenska skivbolaget AMTY.
I november 2023 återförenades Jan och Lars med resten av Fornicators efter 12 år.

## Medlemmar
- Tim Hysén – Sång , Gitarr (2001–)
- Hampus Norrgren – Bas, Sång (2002-)
- Jan Edin – Gitarr , Sång (2001–)
- Lars Nätäänen – Trummor(2007-)

## Diskografi

### Singlar
- 2002 – Brat & Punk Division (Alcoholic Records)
- 2007 – All punx are pirates
- 2008 – The attractive revolution
- 2009 – Life in the fat lane
- 2013 – Kristid
- 2015 – Stand fast
- 2018 – The lost tapes
- 2021 - Long way round (At your cervix records)
- 2022 - La Brea Avenue (At your cervix records)
- 2022 - No sweet home (At your cervix records)

### Album
- 2006 – Ban Public Affection (Alcoholic Records)
- 2010 – At your cervix
- 2014 – At war with peas
- 2017 – With right to bear limbs (Mystic Records)
- 2023 – Fornicators

### Splittar
- 2017 – Damage will be given as payment med NOFX

### Samlingsalbum
- 2005 – Sweden&Norway United NORRLANDSSHIT RECORDS
- 2017 – Tjo Flöjt Peter Punk Andersson  Punx & Skins United Records
- 2017 – Copulation "Do not cross police line" (Cathay De Grande Hollywood)
- 2017 – Welcome to the party (Mystic Records)
- 2017 – Punks united kick ass (Mystic Records)
- 2017 – Vomit & Friends (Cathay De Grande Hollywood)
- 2018 – Return to slimey valley, vol 2 (Cathay De Grande Hollywood)
- 2020  – The apocalypse (Mystic Records)

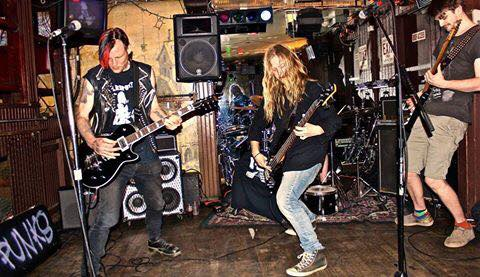
Fornicators at Rainbowbar, Los Angeles 2017-05-21
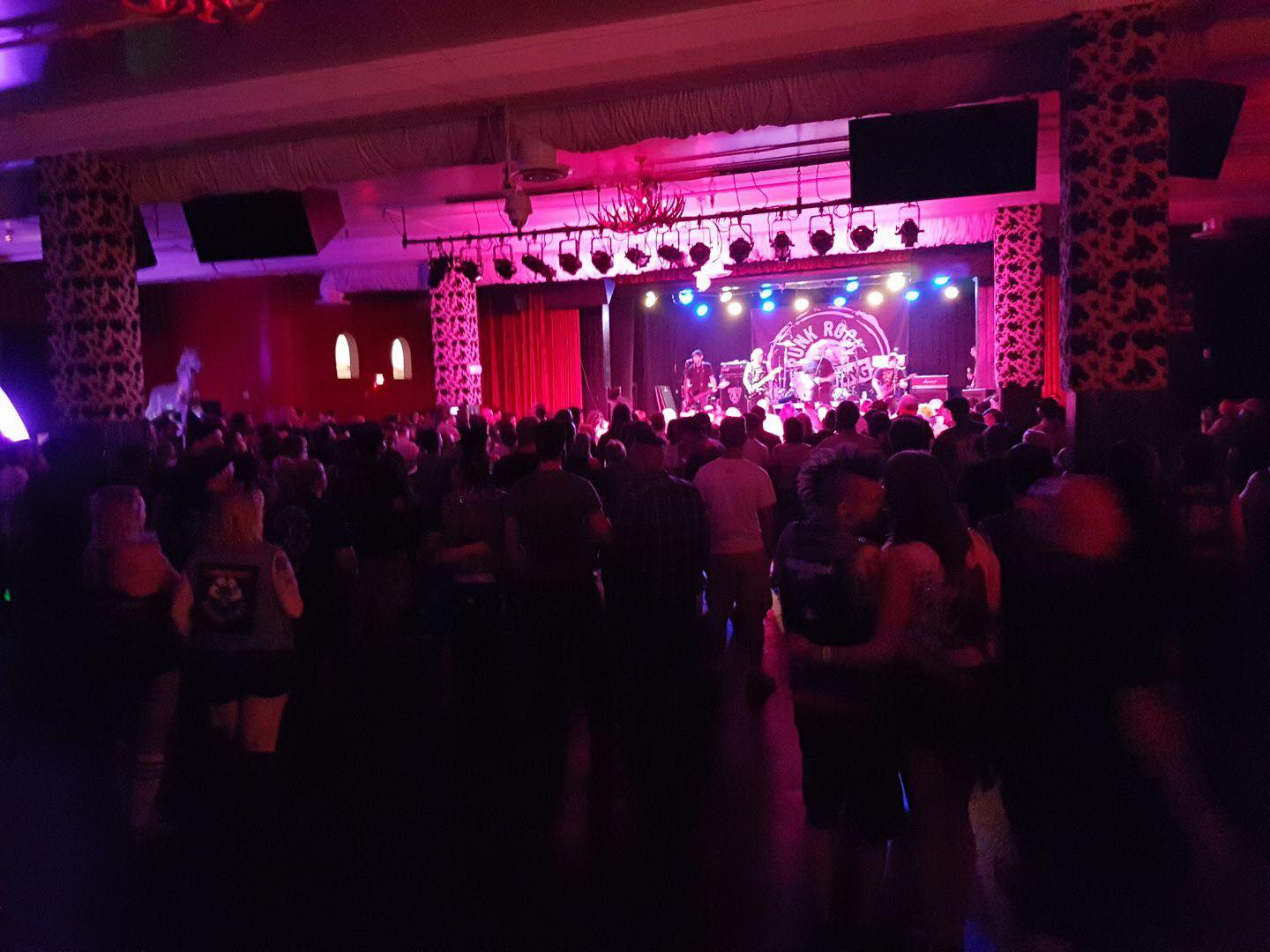
Fornicators at Punkrock Bowling, Las Vegas 2017-05-28
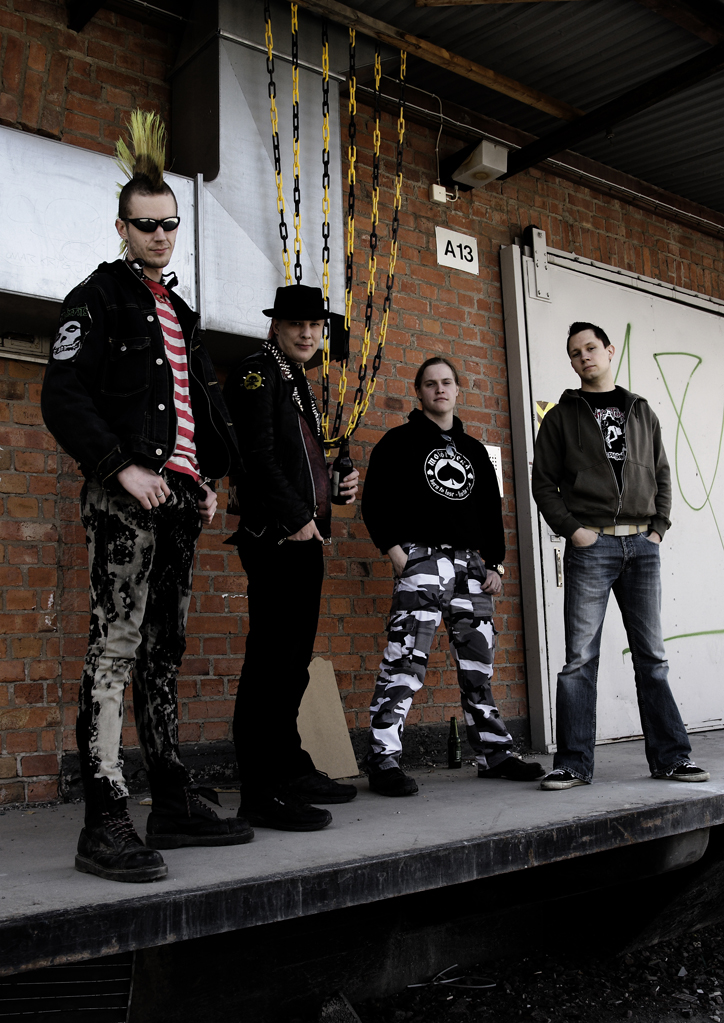
Members from Fornicators 2013
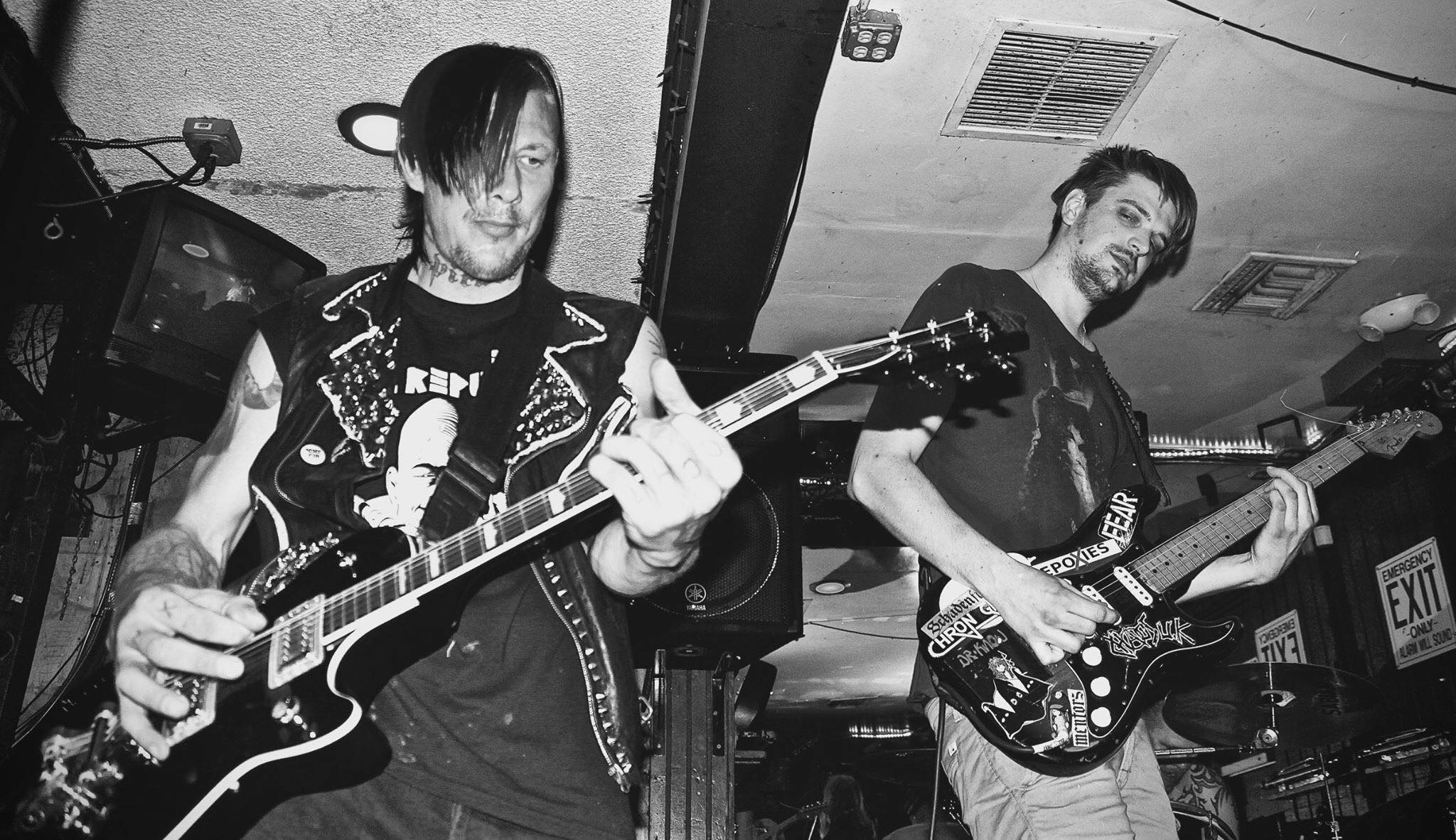
Tim and Erik at Rainbow bar, Los Angles 2017-05-21